# دوري نيبال لكرة القدم 2012–13
دوري نيبال لكرة القدم 2012–13 هو موسم من دوري نيبال لكرة القدم. كان عدد الأندية المشاركة فيه 16، وفاز فيه نادي ثري ستار.